# Marked Tree
Marked Tree – miasto w Stanach Zjednoczonych, w stanie Arkansas, w hrabstwie Poinsett.